# Америко Бразилиенси
Америку Бразилиенси (порт. Americo Brasiliense) е малка община (град) във вътрешността на щата Сао Пауло. През 2004 населението ѝ наброява 32 504 жители. Разположена е на площ от 132 832 км2. Основана е през 1963 година. 21 март е празник на града.